# Championnats d'Europe de patinage artistique 1985
Navigation
Édition précédente Édition suivante
Les championnats d'Europe de patinage artistique 1985 ont lieu du 4 au 10 février 1985 au Scandinavium de Göteborg en Suède.

## Qualifications
Les patineurs sont éligibles à l'épreuve s'ils représentent une nation européenne membre de l'Union internationale de patinage (International Skating Union en anglais). Les fédérations nationales sélectionnent leurs patineurs en fonction de leurs propres critères.
Sur la base des résultats des championnats d'Europe 1984, l'Union internationale de patinage autorise chaque pays à avoir de une à trois inscriptions par discipline. 

## Podiums
| Épreuves                            | Or                                    | Argent                               | Bronze                            |
| ----------------------------------- | ------------------------------------- | ------------------------------------ | --------------------------------- |
| Messieurs résultats détaillés       | Jozef Sabovčík                        | Vladimir Kotin                       | Grzegorz Filipowski               |
| Dames résultats détaillés           | Katarina Witt                         | Kira Ivanova                         | Claudia Leistner                  |
| Couples résultats détaillés         | Ielena Valova / Oleg Vassiliev        | Larisa Seleznyova / Oleg Makarov     | Veronika Pershina / Marat Akbarov |
| Danse sur glace résultats détaillés | Natalia Bestemianova / Andreï Boukine | Marina Klimova / Sergueï Ponomarenko | Petra Born / Rainer Schönborn     |

## Tableau des médailles
| Rang  | Nation               | Or | Argent | Bronze | Total |
| ----- | -------------------- | -- | ------ | ------ | ----- |
| 1     | Union soviétique     | 2  | 4      | 1      | 7     |
| 2     | Allemagne de l'Est   | 1  | 0      | 0      | 1     |
| 2     | Tchécoslovaquie      | 1  | 0      | 0      | 1     |
| 4     | Allemagne de l'Ouest | 0  | 0      | 2      | 2     |
| 5     | Pologne              | 0  | 0      | 1      | 1     |
| Total | Total                | 4  | 4      | 4      | 12    |

## Détails des compétitions
Pour la saison 1984/1985, les calculs des points se font selon la méthode suivante :
- chez les Messieurs et les Dames (0.6 point par place pour les figures imposées, 0.4 point par place pour le programme court, 1 point par place pour le programme libre)
- chez les couples artistiques (0.4 point par place pour le programme court, 1 point par place pour le programme libre)
- en danse sur glace (0.6 point par place pour les trois danses imposées, 0.4 point par place pour la danse originale, 1 point par place pour la danse libre)

### Messieurs
| Rang    | Nom                   | Nation               | Points | Fig. impo. | Prog. court | Prog. libre |
| ------- | --------------------- | -------------------- | ------ | ---------- | ----------- | ----------- |
| 1       | Jozef Sabovčík        | Tchécoslovaquie      |        |            |             |             |
| 2       | Vladimir Kotin        | Union soviétique     |        |            |             |             |
| 3       | Grzegorz Filipowski   | Pologne              |        |            |             |             |
| 4       | Heiko Fischer         | Allemagne de l'Ouest |        |            |             |             |
| 5       | Falko Kirsten         | Allemagne de l'Est   |        |            |             |             |
| 6       | Viktor Petrenko       | Union soviétique     |        |            |             |             |
| 7       | Fernand Fédronic      | France               |        |            |             |             |
| 8       | Richard Zander        | Allemagne de l'Ouest |        |            |             |             |
| 9       | Lars Åkesson          | Suède                |        |            |             |             |
| 10      | Petr Barna            | Tchécoslovaquie      |        |            |             |             |
| 11      | Alessandro Riccitelli | Italie               |        |            |             |             |
| 12      | Nils Köpp             | Allemagne de l'Est   |        |            |             |             |
| 13      | Ralph Burghart        | Autriche             |        |            |             |             |
| 14      | Lars Dresler          | Danemark             |        |            |             |             |
| 15      | Stephen Pickavance    | Royaume-Uni          |        |            |             |             |
| 16      | Oula Jääskeläinen     | Finlande             |        |            |             |             |
| 17      | Wojciech Gwinner      | Pologne              |        |            |             |             |
| 18      | Imre Raábe            | Hongrie              |        |            |             |             |
| 19      | Ed van Campen         | Pays-Bas             |        |            |             |             |
| 20      | Fernando Soria        | Espagne              |        |            |             |             |
| Abandon | Oliver Höner          | Suisse               |        |            |             |             |

### Dames
| Rang                                          | Nom                      | Nation               | Points | Fig. impo. | Prog. court | Prog. libre |
| --------------------------------------------- | ------------------------ | -------------------- | ------ | ---------- | ----------- | ----------- |
| 1                                             | Katarina Witt            | Tchécoslovaquie      | 3.2    | 1          | 4           | 1           |
| 2                                             | Kira Ivanova             | Union soviétique     |        |            |             |             |
| 3                                             | Claudia Leistner         | Allemagne de l'Ouest |        |            |             |             |
| 4                                             | Simone Koch              | Allemagne de l'Est   |        |            |             |             |
| 5                                             | Anna Kondrashova         | Union soviétique     |        |            |             |             |
| 6                                             | Natalia Lebedeva         | Union soviétique     |        |            |             |             |
| 7                                             | Claudia Villiger         | Suisse               |        |            |             |             |
| 8                                             | Patricia Neske           | Allemagne de l'Ouest |        |            |             |             |
| 9                                             | Agnès Gosselin           | France               |        |            |             |             |
| 10                                            | Susan Jackson            | Royaume-Uni          |        |            |             |             |
| 11                                            | Sandra Cariboni          | Suisse               |        |            |             |             |
| 12                                            | Constanze Gensel         | Allemagne de l'Est   |        |            |             |             |
| 13                                            | Lotta Falkenbäck         | Suède                |        |            |             |             |
| 14                                            | Elise Ahonen             | Finlande             |        |            |             |             |
| 15                                            | Tamara Téglássy          | Hongrie              |        |            |             |             |
| 16                                            | Katrien Pauwels          | Belgique             |        |            |             |             |
| 17                                            | Florence Copp            | France               |        |            |             |             |
| 18                                            | Sabine Paal              | Autriche             |        |            |             |             |
| 19                                            | Beatrice Gelmini         | Italie               |        |            |             |             |
| 20                                            | Paola Tosi               | Italie               |        |            |             |             |
| Patineuses éliminées après le programme court |                          |                      |        |            |             |             |
| 21                                            | Connie Sjoholm-Jorgensem | Danemark             |        |            |             | NC          |
| 22                                            | Nevenka Lisak            | Yougoslavie          |        |            |             | NC          |
| 23                                            | Vibeke Sørensen          | Norvège              |        |            |             | NC          |
| 24                                            | Gabriela Ballová         | Tchécoslovaquie      |        |            |             | NC          |
| 25                                            | Tjin Li Wang             | Pays-Bas             |        |            |             | NC          |
| 26                                            | Marta Olozagarre         | Espagne              |        |            |             | NC          |

### Couples
| Rang    | Nom                               | Nation               | Points | Prog. court | Prog. libre |
| ------- | --------------------------------- | -------------------- | ------ | ----------- | ----------- |
| 1       | Ielena Valova / Oleg Vassiliev    | Union soviétique     |        |             |             |
| 2       | Larisa Seleznyova / Oleg Makarov  | Union soviétique     |        |             |             |
| 3       | Veronika Pershina / Marat Akbarov | Union soviétique     |        |             |             |
| 4       | Birgit Lorenz / Knut Schubert     | Allemagne de l'Est   |        |             |             |
| 5       | Manuela Landgraf / Ingo Steuer    | Allemagne de l'Est   |        |             |             |
| 6       | Claudia Massari / Daniele Caprano | Allemagne de l'Ouest |        |             |             |
| 7       | Lenka Knapová / René Novotný      | Tchécoslovaquie      |        |             |             |
| Forfait | Dagmar Kovarova / Jozef Komar     | Tchécoslovaquie      |        |             |             |

### Danse sur glace
| Rang | Nom                                   | Nation               | Points | Danses imposées | Danse originale | Danse libre |
| ---- | ------------------------------------- | -------------------- | ------ | --------------- | --------------- | ----------- |
| 1    | Natalia Bestemianova / Andreï Boukine | Union soviétique     |        |                 |                 |             |
| 2    | Marina Klimova / Sergueï Ponomarenko  | Union soviétique     |        |                 |                 |             |
| 3    | Petra Born / Rainer Schönborn         | Allemagne de l'Ouest |        |                 |                 |             |
| 4    | Karen Barber / Nicholas Slater        | Royaume-Uni          |        |                 |                 |             |
| 5    | Natalia Annenko / Genrikh Sretenski   | Union soviétique     |        |                 |                 |             |
| 6    | Kathrin Beck / Christoff Beck         | Autriche             |        |                 |                 |             |
| 7    | Isabella Micheli / Roberto Pelizzola  | Italie               |        |                 |                 |             |
| 8    | Jindra Holá / Karol Foltán            | Tchécoslovaquie      |        |                 |                 |             |
| 9    | Klára Engi / Attila Tóth              | Hongrie              |        |                 |                 |             |
| 10   | Antonia Becherer / Ferdinand Becherer | Allemagne de l'Ouest |        |                 |                 |             |
| 11   | Sharon Jones / Paul Askham            | Royaume-Uni          |        |                 |                 |             |
| 12   | Martine Olivier / Philippe Boissier   | France               |        |                 |                 |             |
| 13   | Brunhilde Bianchi / Walter Rizzo      | Italie               |        |                 |                 |             |
| 14   | Isabelle Cousin / Martial Mette       | France               |        |                 |                 |             |
| 15   | Gaby Schuppli / Markus Merz           | Suisse               |        |                 |                 |             |
| 16   | Asa Agblad / Christer Thornell        | Suède                |        |                 |                 |             |